# La Cañiza (parroquia)
La Cañiza[cita requerida] (oficialmente Santa Teresa da Cañiza) es una parroquia española del municipio de La Cañiza, perteneciente a la provincia de Pontevedra, en la comunidad autónoma de Galicia.

## Toponimia
El lugar puede aparecer referido como «La Cañiza»,[cita requerida] «A Cañiza», «Cañiza», «Santa Teresa de Cañiza» y «Santa Teresa da Cañiza».

## Historia
Hacia mediados del siglo XIX, el lugar, por entonces referido como una villa, tenía contabilizada una población de 458 habitantes. Aparece descrito en el quinto volumen del Diccionario geográfico-estadístico-histórico de España y sus posesiones de Ultramar de Pascual Madoz con las siguientes palabras:

CAÑIZA (Sta. Teresa): v., cap. del ayunt. y part. jud. de su nombre en la prov. de Pontevedra (6 leg.), dióc. de Tuy (6): sit. á la izq. del r. Deba en terreno quebrado; combatido principalmente por los aires del NE. y SO.; el clima es templado y sano, pues no se padecen otras enfermedades comunes, que catarros y algunas pulmonias. Tiene 108 casas repartidas en el casco de la v. y en las ald. de Brealey y Nogueirode. La igl. parr. bajo la advocacion de Santa Teresa, se halla servida por un cura, cuyo destino es de entrada y de patronato y nombramiento de los poseedores del vínculo ó casa del Barreiro. Para surtido de los vec. hay en la v. 2 fuentes de buenas aguas, y otras muchas en el térm.; las que tambien se aprovechan para abrevadero de ganados y otros objetos. Confina el térm. N. felig. de Petán (1/3 de leg.); E. la de Oroso (1/3); S. la de Valeige (1), y O. la de Achas (1/8). El terreno, aunque desigual, y de fondo arenisco, es bastante fértil. Los caminos locales y en mal estado, cruzando tambien por la v. la carretera que desde Orense conduce á Tuy y Vigo. El correo se recibe 6 veces á la semana de Orense y Tuy. prod.: trigo, centeno, mijo, maiz, patatas, legumbres, lino y hortaliza; sostiene ganado vacuno, mular, caballar, de cerda, lanar y cabrio; hay caza de liebres, conejos y volateria, no faltando animales dañinos. ind. y comercio: ademas de la agricultora existe un molino harinero que sólamente trabaja durante la mitad del año y en tiempo de lluvias, telares de lienzos caseros y alguna arrieria. Las especulaciones comerciales consisten en la esportacion de frutos sobrantes, é importacion de trigo, y demas comestibles y géneros de vestir que falta en la v.: en la cual se celebra una feria bastante concurrida el 20 de cada mes, cuyo tráfico se reduce á ganados y frutos del país, y á pescado seco, jamones, manteca, quincalla, ropas y otros art. conducidos de varios puntos. pobl.: 93 vec., 458 alm. contr.: con las demas felig. que componen el ayunt. (V.) Esta v. fué aneja de la felig. de Valeige hasta el año de 1817 en que se desmembró en virtud de real órden; pero no tomó el dictado de v. hasta que se erigió cap. del partido judicial.
(Madoz, 1846, pp. 497-498)

En 2022, tenía empadronados 2160 habitantes.

## Patrimonio
Hay en la parroquia una iglesia de Santa Teresa.